# Wellenkuppe
La Wellenkuppe est un sommet des Alpes valaisannes, en Suisse, situé dans le canton du Valais, qui culmine à 3 900 m d'altitude. Du fait de sa faible proéminence, elle est parfois considérée comme un sommet secondaire de l'Ober Gabelhorn[réf. nécessaire].
La Wellenkuppe, surplombé par l'Ober Gabelhorn à l'ouest, domine le glacier de Gabelhorn au sud, le glacier de Trift et le village de Zermatt à l'est et le sommet du Trifthorn au nord. Son sommet est couvert d'une calotte glaciaire.